# Lutzelhouse
Lutzelhouse [lytsəluz] est une commune française située dans la circonscription administrative du Bas-Rhin et, depuis le 1er janvier 2021, dans le territoire de la Collectivité européenne d'Alsace, en région Grand Est.
Cette commune se trouve dans la région historique et culturelle d'Alsace.
Elle se nomme Lézelhüse en alsacien.

## Géographie

### Localisation
Le village fait partie du canton de Mutzig et de l'arrondissement de Molsheim au fond de la vallée de la Bruche et est limitrophe du département de la Moselle.
La commune est à 20 km d'Obernai, 43 de Strasbourg et 71 de Colmar.
Les habitants sont appelés les Lutzelhousois.
| Walscheid Moselle Abreschviller Moselle | Oberhaslach | Urmatt              |
| Saint-Quirin Moselle                    | Lutzelhouse | Muhlbach-sur-bruche |
|                                         | Wisches     |                     |

### Hameau
Depuis sa création, le hameau de Netzenbach faisait partie de la commune de Lützelhouse. Depuis 1976, il est rattaché à la commune de Wisches.

### Géologie et relief
Forêt des Sept Communes (Lutzelhouse, Oberhaslach, Niederhaslach, Still, Dinsheim-sur-Bruche, Heiligenberg et Urmatt) : un laboratoire vivant de préservation, dont trois parties ont été classées en « îlots de vieillissement Natura 2000 »,.
Hydrogéologie et climatologie : Système d’information pour la gestion de l’Aquifère rhénan, par le BRGM:
Territoire communal : Occupation du sol (Corinne Land Cover) ; Cours d'eau (BD Carthage),
Géologie : Carte géologique ; Coupes géologiques et techniques,
 Hydrogéologie : Masses d'eau souterraine ; BD Lisa ; Cartes piézométriques.

### Sismicité
Commune située dans une zone 3 de sismicité modérée.

### Hydrographie
La commune est dans le bassin versant du Rhin au sein du bassin Rhin-Meuse. Elle est drainée par la Bruche, le ruisseau la Hasel, le ruisseau Eimerbaechel, le ruisseau Netzenbach, le ruisseau la Petite Wisches et le ruisseau Moosbach,.
La Bruche, d'une longueur de 77 km, prend sa source dans la commune de Urbeis et se jette  dans l'Ill à Strasbourg, après avoir traversé 37 communes.

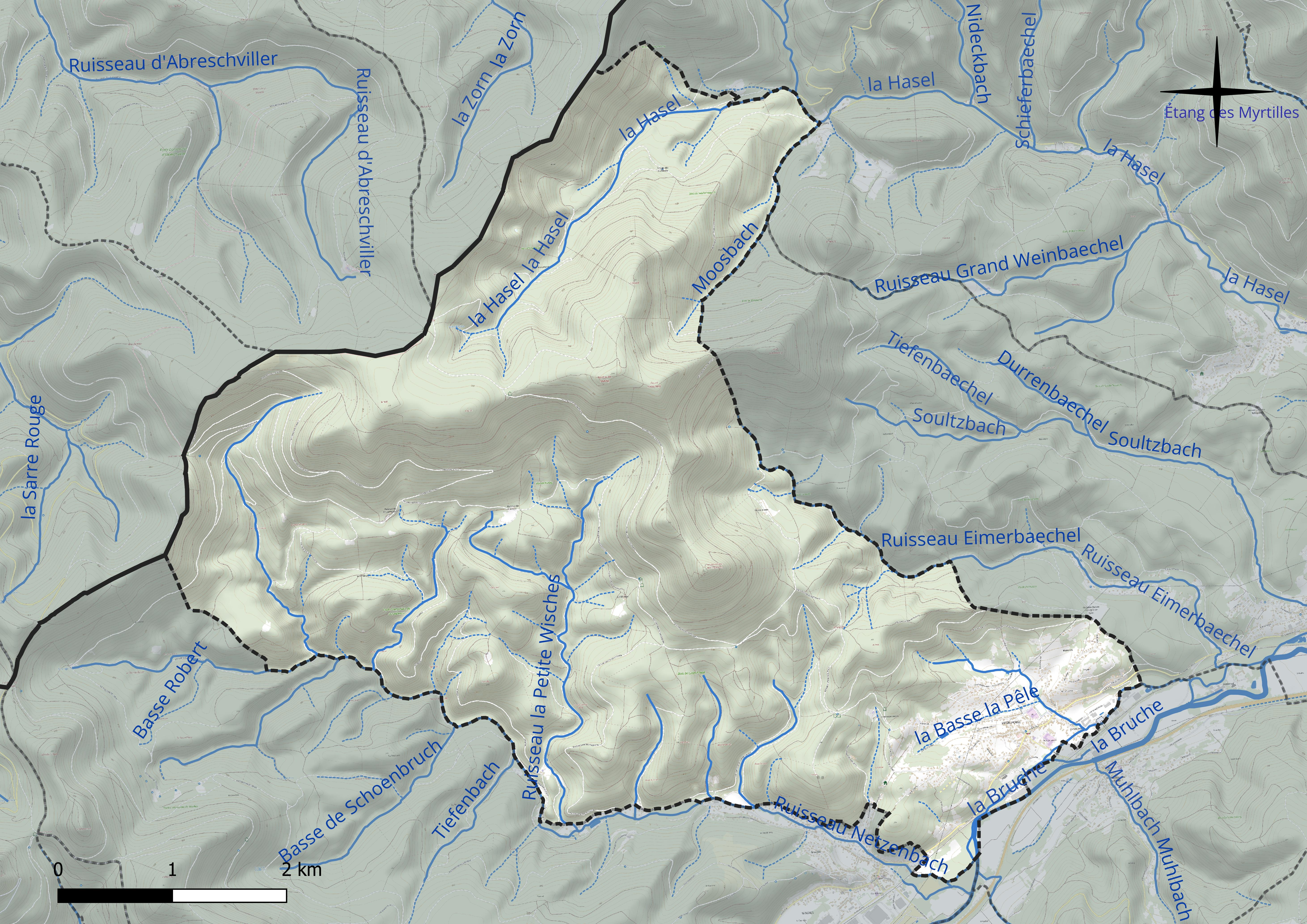
Réseau hydrographique de Lutzelhouse.

La Hasel, d'une longueur de 14 km, prend sa source dans la commune  et se jette  dans la Bruche à Mollkirch, après avoir traversé quatre communes.

### Climat
Pour des articles plus généraux, voir Climat du Grand Est et Climat du Bas-Rhin.
En 2010, le climat de la commune est de type climat des marges montargnardes, selon une étude du Centre national de la recherche scientifique s'appuyant sur une série de données couvrant la période 1971-2000. En 2020, Météo-France publie une typologie des climats de la France métropolitaine dans laquelle la commune est exposée à un climat semi-continental et est dans la région climatique  Vosges, caractérisée par une pluviométrie très élevée (1 500 à 2 000 mm/an) en toutes saisons et un hiver rude (moins de 1 °C).
Pour la période 1971-2000, la température annuelle moyenne est de 10 °C, avec une amplitude thermique annuelle de 17,4 °C. Le cumul annuel moyen de précipitations est de 875 mm, avec 10,8 jours de précipitations en janvier et 10,6 jours en juillet. Pour la période 1991-2020, la température moyenne annuelle observée sur la station météorologique de Météo-France la plus proche, « Wangenbourg_sapc », sur la commune de Wangenbourg-Engenthal à 12 km à vol d'oiseau, est de 9,9 °C et le cumul annuel moyen de précipitations est de 1 131,8 mm. 
La température maximale relevée sur cette station est de 36,4 °C, atteinte le 25 juillet 2019 ; la température minimale est de −16,9 °C, atteinte le 7 février 2012,,.
Les paramètres climatiques de la commune ont été estimés pour le milieu du siècle (2041-2070) selon différents scénarios d'émission de gaz à effet de serre à partir des nouvelles projections climatiques de référence DRIAS-2020. Ils sont consultables sur un site dédié publié par Météo-France en novembre 2022.

### Voies de communications et transports

#### Voies routières
- D 392 vers Wisches[17].
- D 1420 vers Russ, Muhlbach-sur-Bruche.
- Autoroutes proches : A35 ; A352 ; A355.

#### Transports en commun
- Transports en Alsace.
- Fluo Grand Est.

##### SNCF
- Gare de Mullerhof.
- Gare de Wisches.
- Gare de Russ - Hersbach.
- Gare d'Urmatt.
- Gare de Lutzelhouse.

La gare de Muhlbach-sur-Bruche - Lutzelhouse côté route avec son appareil de grès rose surmonté d'une structure isolée par des bardeaux de bois.

#### Transports aériens
- Aéroport de Strasbourg-Entzheim.
- Aéroport de Colmar - Houssen.

#### Ports
- Port autonome de Strasbourg.

## Urbanisme

### Typologie
Au 1er janvier 2024, Lutzelhouse est catégorisée petite ville, selon la nouvelle grille communale de densité à sept niveaux définie par l'Insee en 2022.
Elle appartient à l'unité urbaine de la Broque, une agglomération intra-départementale regroupant huit  communes, dont elle est ville-centre,,. Par ailleurs la commune fait partie de l'aire d'attraction de Strasbourg (partie française), dont elle est une commune de la couronne,. Cette aire, qui regroupe 268 communes, est catégorisée dans les aires de 700 000 habitants ou plus (hors Paris),.

### Occupation des sols
L'occupation des sols de la commune, telle qu'elle ressort de la base de données européenne d’occupation biophysique des sols Corine Land Cover (CLC), est marquée par l'importance des forêts et milieux semi-naturels (93,3 % en 2018), une proportion sensiblement équivalente à celle de 1990 (93,4 %). La répartition détaillée en 2018 est la suivante : 
forêts (88,8 %), milieux à végétation arbustive et/ou herbacée (4,5 %), prairies (3,3 %), zones urbanisées (3 %), zones agricoles hétérogènes (0,5 %). L'évolution de l’occupation des sols de la commune et de ses infrastructures peut être observée sur les différentes représentations cartographiques du territoire : la carte de Cassini (XVIIIe siècle), la carte d'état-major (1820-1866) et les cartes ou photos aériennes de l'IGN pour la période actuelle (1950 à aujourd'hui).

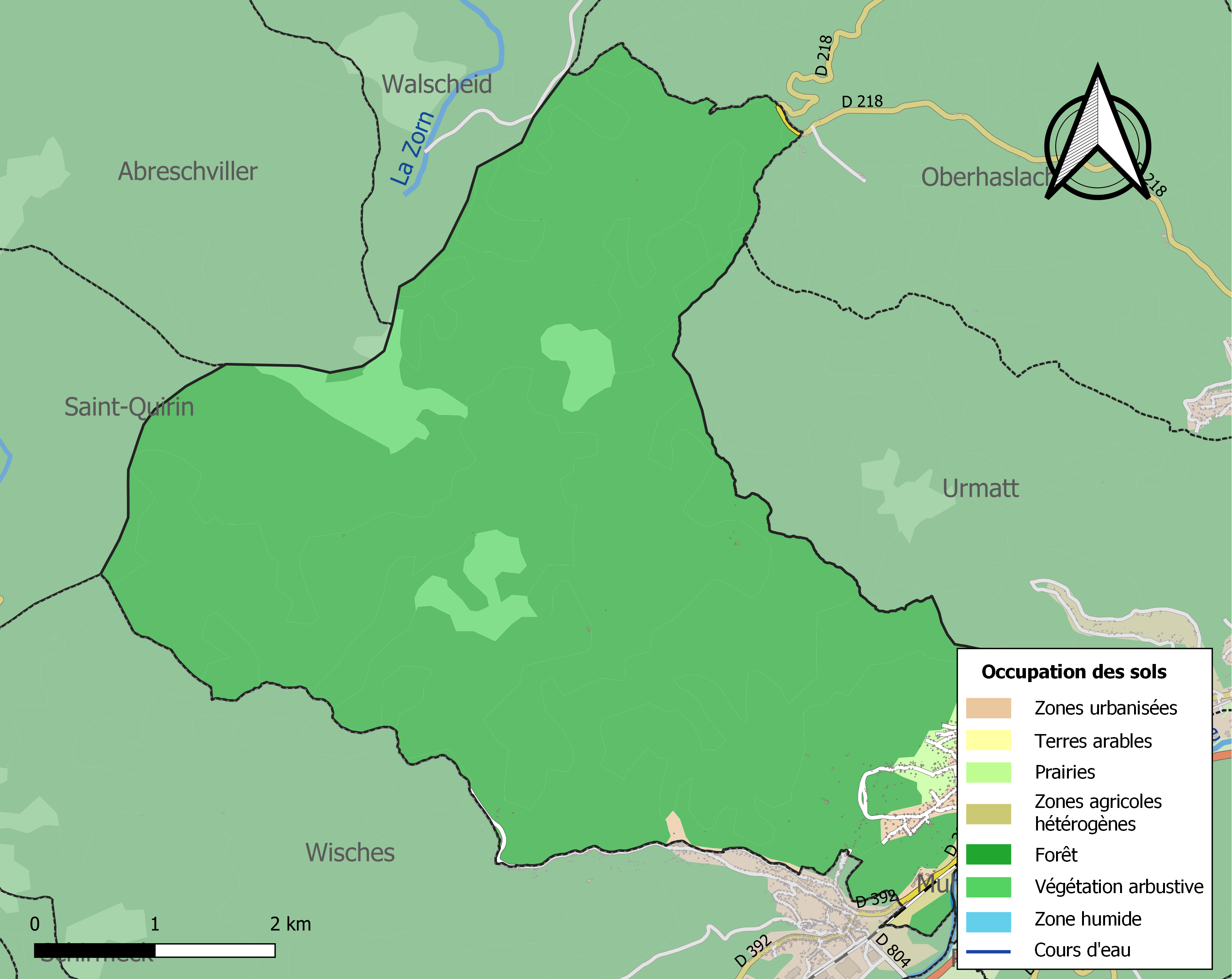
Carte des infrastructures et de l'occupation des sols de la commune en 2018 (CLC).

La commune dispose d'un plan local d'urbanisme intercommunal (Barembach, Bellefosse, Blancherupt, Bourg-Bruche, la Broque, Colroy-la-Roche, Fouday, Lutzelhouse , Muhlbach-sur-Bruche, Natzwiller, Neuviller-la-Roche, Plaine, Ranrupt, Rothau, Russ, Saales, Saint-Blaise-la-Roche, Saulxures, Schirmeck, Solbach, Urmatt, Waldersbach, Wildersbach, Wisches, Belmont, Grandfontaine),.

### Intercommunalité
Commune membre de la Communauté de communes de la Vallée de la Bruche.

## Toponymie
Le nom peut être décomposé en deux termes en moyen haut-allemand : « lützel », à savoir « petit », et « das Haus », à savoir « maison ». En moyen haut-allemand, le pluriel en est « Husen » (tandis que, en allemand contemporain, cela donne plutôt « Hausen »). On retrouve les différentes formes en Alsace, en plus des formes ayant résulté des différents processus de francisation : « House » ou « Hause ».

Finalement, le nom se traduit par « petites maisons » (au pluriel).

Lützelhausen (1793), Lutzelhausen (1801).

## Histoire
Le village est d'abord situé sur un territoire appartenant aux évêques de Strasbourg dès l'époque carolingienne. Son nom apparaît dans un document de l'évêque Conrad établi en faveur du chapitre de Haslach en 1290. Ce chapitre est collateur et décimateur de la paroisse. La charge d'avoué est occupée par les Geroldseck, puis par les Ochsenstein. En 1366, l'évêque Jean de Luxembourg-Ligny, évêque de Strasbourg, vend pour 12 000 florins d'or une grande partie du Val de Bruche au comte Jean III de Salm, qui le revend à son tour. Vers le XVe siècle les évêques de Strasbourg rachètent l'ancien domaine épiscopal. Lutzelhouse semble avoir été aussi une maison de chasse ou de campagne de quelques membres de familles de Dagsbourg ou de Lutzelstein, qui avaient de tout temps de vastes domaines dans la vallée de la Bruche. Le village dépendait de Haslach dont il fut successivement une filiale et une collature.
Après avoir diminué d'un quart dans la seconde moitié du XVIIIe siècle, la population remonte. Le village s’agrandit au XIXe siècle, puis on construit la troisième église, une filature de coton et de laine peignée, un moulin et une scierie mécanique.
Aujourd'hui l'industrie et le tourisme (bénéficiant notamment de nombreux circuits de randonnées bien entretenus) constitue l'essentiel de l'activité de la commune.

### Héraldique
| Blason de Lutzelhouse | Blason  | D'azur au croissant d'argent surmonté de deux soleils d'or. |
| Blason de Lutzelhouse | Détails |                                                             |

## Politique et administration
| Période                                  | Période   | Identité        | Étiquette | Qualité                                     |
| ---------------------------------------- | --------- | --------------- | --------- | ------------------------------------------- |
| Les données manquantes sont à compléter. |           |                 |           |                                             |
| mars 1977                                | mars 2014 | Henri Gérard    |           | Chef d'entreprise retraité, maire honoraire |
| mars 2014                                | En cours  | Jean-Louis Batt |           |                                             |

## Économie

### Entreprises et commerces

#### Agriculture et divers
- Élevage laitier Caprin[30].
- Élevage d'autres animaux.
- Élevage d'autres bovins et de buffles.
- Exploitation forestière.

#### Tourisme
- Hébergement touristique et autre hébergement de courte durée.
- Gîtes ruraux à Muhlbach-sur-Bruche.
- Chambres d'hôtes.
- Hôtels-restaurants à Urmatt.
- Débits de boissons.

#### Commerces
- Commerces de proximité.

## Population et société

### Démographie

#### Pyramide des âges
L'évolution du nombre d'habitants est connue à travers les recensements de la population effectués dans la commune depuis 1793. Pour les communes de moins de 10 000 habitants, une enquête de recensement portant sur toute la population est réalisée tous les cinq ans, les populations de référence des années intermédiaires étant quant à elles estimées par interpolation ou extrapolation. Pour la commune, le premier recensement exhaustif entrant dans le cadre du nouveau dispositif a été réalisé en 2006.

En 2022, la commune comptait 1 921 habitants, en évolution de +0,89 % par rapport à 2016 (Bas-Rhin : +3,17 %, France hors Mayotte : +2,11 %).
| 1793 | 1800  | 1806 | 1821 | 1831  | 1836  | 1841  | 1846  | 1851  |
| ---- | ----- | ---- | ---- | ----- | ----- | ----- | ----- | ----- |
| 800  | 1 043 | 835  | 989  | 1 073 | 1 213 | 1 325 | 1 580 | 1 537 |

| 1856  | 1861  | 1866  | 1871  | 1875  | 1880  | 1885  | 1890  | 1895  |
| ----- | ----- | ----- | ----- | ----- | ----- | ----- | ----- | ----- |
| 1 487 | 1 556 | 1 511 | 1 389 | 1 250 | 1 189 | 1 215 | 1 179 | 1 136 |

| 1900  | 1905  | 1910  | 1921  | 1926  | 1931  | 1936  | 1946  | 1954  |
| ----- | ----- | ----- | ----- | ----- | ----- | ----- | ----- | ----- |
| 1 135 | 1 148 | 1 189 | 1 079 | 1 128 | 1 155 | 1 157 | 1 159 | 1 163 |

| 1962  | 1968  | 1975  | 1982  | 1990  | 1999  | 2006  | 2011  | 2016  |
| ----- | ----- | ----- | ----- | ----- | ----- | ----- | ----- | ----- |
| 1 259 | 1 256 | 1 354 | 1 150 | 1 257 | 1 544 | 1 813 | 1 835 | 1 904 |

| 2021  | 2022  | - | - | - | - | - | - | - |
| ----- | ----- | - | - | - | - | - | - | - |
| 1 907 | 1 921 | - | - | - | - | - | - | - |

### Budget et fiscalité 2021

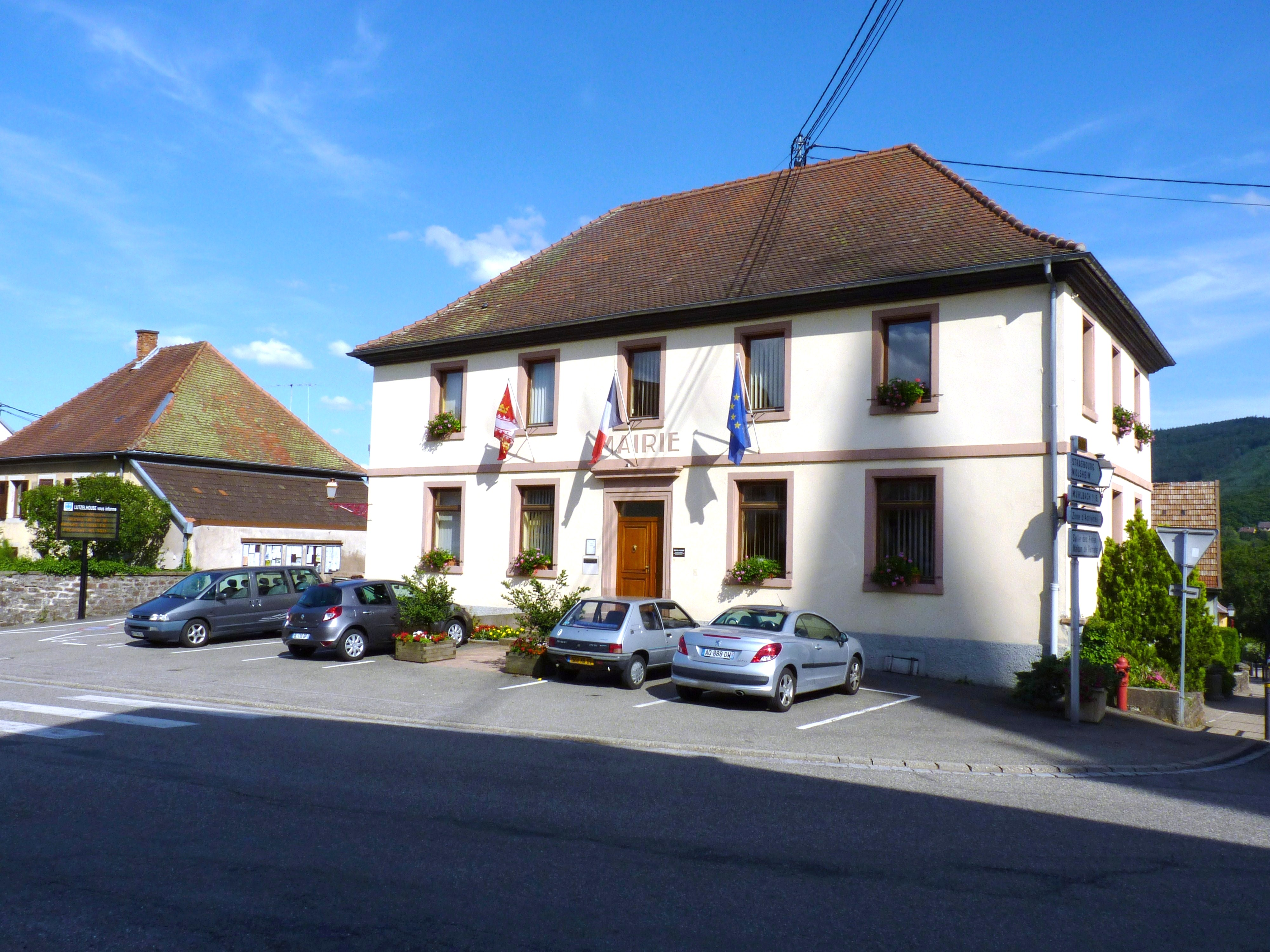
Mairie.

En 2021, le budget de la commune était constitué ainsi :
- total des produits de fonctionnement : 1 289 000 €, soit 668 € par habitant ;
- total des charges de fonctionnement : 876 000 €, soit 455 € par habitant ;
- total des ressources d'investissement : 993 000 €, soit 515 € par habitant ;
- total des emplois d'investissement : 1 011 000 €, soit 524 € par habitant ;
- endettement : 1 102 000 €, soit 572 € par habitant.

Avec les taux de fiscalité suivants :
- taxe d'habitation : 15,49 % ;
- taxe foncière sur les propriétés bâties : 21,86 % ;
- taxe foncière sur les propriétés non bâties : 76,51 % ;
- taxe additionnelle à la taxe foncière sur les propriétés non bâties : 0,00 % ;
- cotisation foncière des entreprises : 0,00 %.

Chiffres clés Revenus et pauvreté des ménages en 2020 : médiane en 2020 du revenu disponible, par unité de consommation : 24 550 €.

### Enseignement
Établissements d'enseignements :
- École primaire[37] et maternelle[38].
- Collèges à Urmatt, Schirmeck, La Broque, Mutzig,
- Lycées à Urmatt, Schirmeck, Molsheim.

### Santé
Professionnels et établissements de santé :
- Médecins à Lutzelhouse, Wisches,
- Pharmacies à Lutzelhouse, Wisches,
- Hôpitaux à Schirmeck, La Broque, Rothau, Mutzig.

### Culte
- Culte catholique, Communauté de paroisses Grande Côte. Saint Joseph travailleur[40], Diocèse de Strasbourg. Lutzelhouse est la plus grande paroisse de la communauté de la Grande Côte. Créée en 1682, elle a comme patron St Blaise, tandis que St Urbain dont elle porte le nom est le titulaire de l’église (Informations tirées du rapport de la visite canonique de 1893).

### Animations et mouvement associatif
La commune bénéficie d'un large réseau associatif contribuant à l'animation du village :
Associations :
- L’Association culture et loisirs de Lutzelhouse
- L’école de la forêt,
- Graine d’Idées,
- Ateliers avec le périscolaire de la Case à Toto,
- L’école de Musique Euterpe,
- L'Harmonie Caecilia,
- Club photo de la Bruche,
- Club Vosgien de la section Lutzelhouse-Muhlbach sur Bruche-Urmatt (CVLMU)[42],
- Dynamic’Vallée,
- Les amis de la Belote,

Animations :
- Fête du SEQUOIA de Noël,
- Marché aux puces pour Musico'Val,

## Lieux et monuments

### Château Scheidecker
Château construit vers la fin du 19e siècle, par l'architecte Charles Émile Salomon, pour le propriétaire de la filature, Georges Scheidecker,,,,,,.

### Maison dite chalet Saint-Joseph
Appellation "Chalet Saint-Joseph" donnée à l'ensemble de la propriété et remontant à l'époque où celle-ci appartenait aux sœurs.

### Le jardin des Fées, laPorte de pierre
Curiosité géologique dominant la vallée de la Bruche, la Grande Côte antérieure est considérée par certains comme l'un des plus anciens lieux de culte celtique en Alsace. Ce sommet surnommé « le Jardin des Fées » présente une curieuse enceinte circulaire et les vestiges cromlech où selon la légende, les fées venaient danser la nuit. Elles auraient entrepris la construction d'un pont gigantesque pour enjamber la vallée, comme en témoignent les nombreux blocs de grès dispersés sur les hauteurs. Mais cet ouvrage ne peut être mené à bien car la puissance magique des fées s'arrêta trop tôt.

### Croix rurale (1735)[51]
Érigée à la périphérie du village, cette croix à niche est l'un des plus anciens monuments visibles dans le village. Elle comporte le monogramme du Christ.

### Pierre tombale de Jean Humbert (1788)
Située place de l'église, à la limite de l'ancien département des Vosges, Lutzelhouse reste un village à majorité francophone, comme en témoigne cette épitaphe de Joseph Himbert composant un texte en français.

### Fossé Welschgraben
Les habitants de Lutzelhouse sont surnommés d'Welsche, les Romans, car en venant de la plaine, Lutzelhouse est le premier village francophone de la vallée de la Bruche. La frontière linguistique est matérialisée par ce fossé.

### Patrimoine naturel

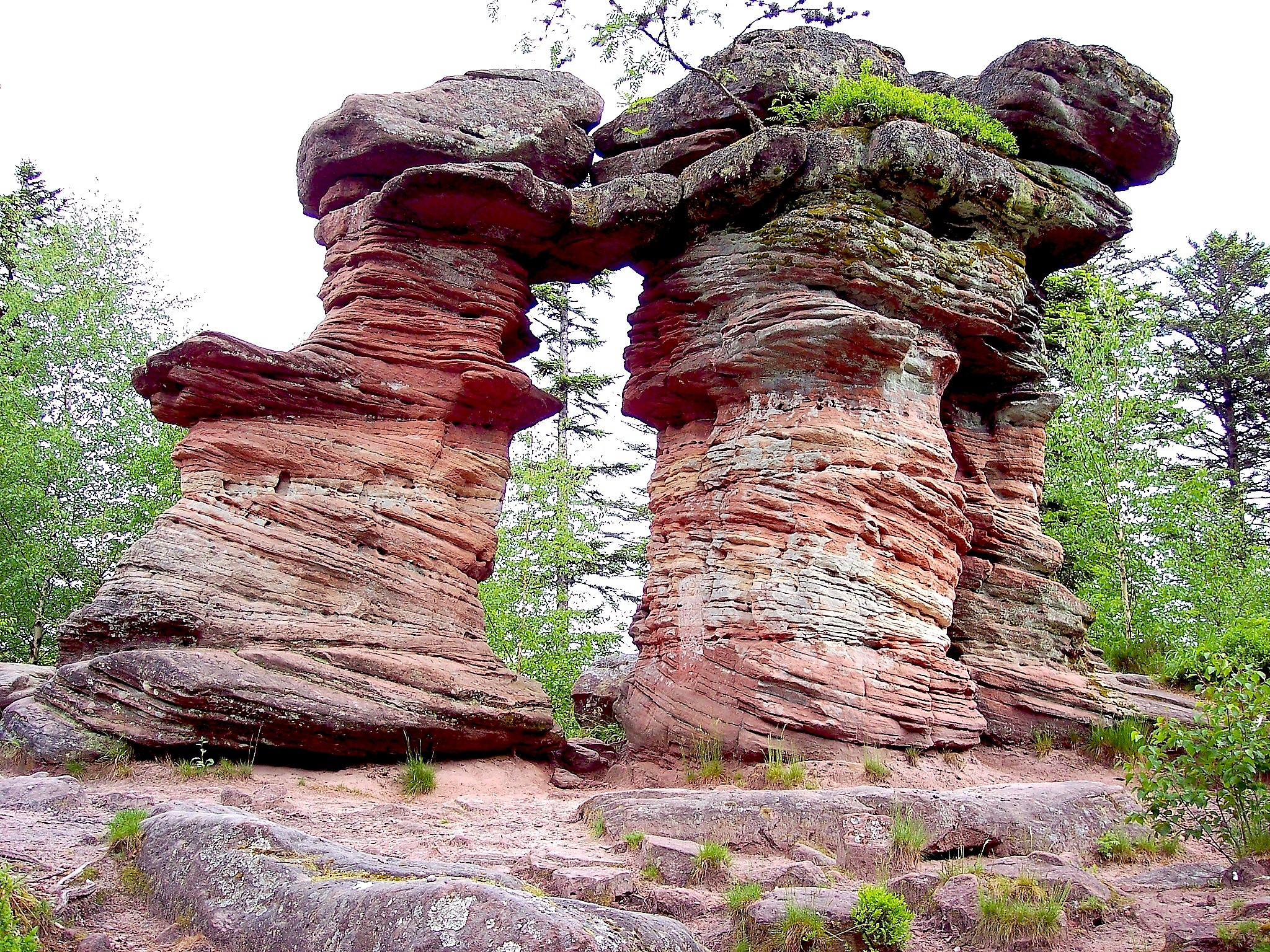
Monument naturel nommé Porte de pierre.
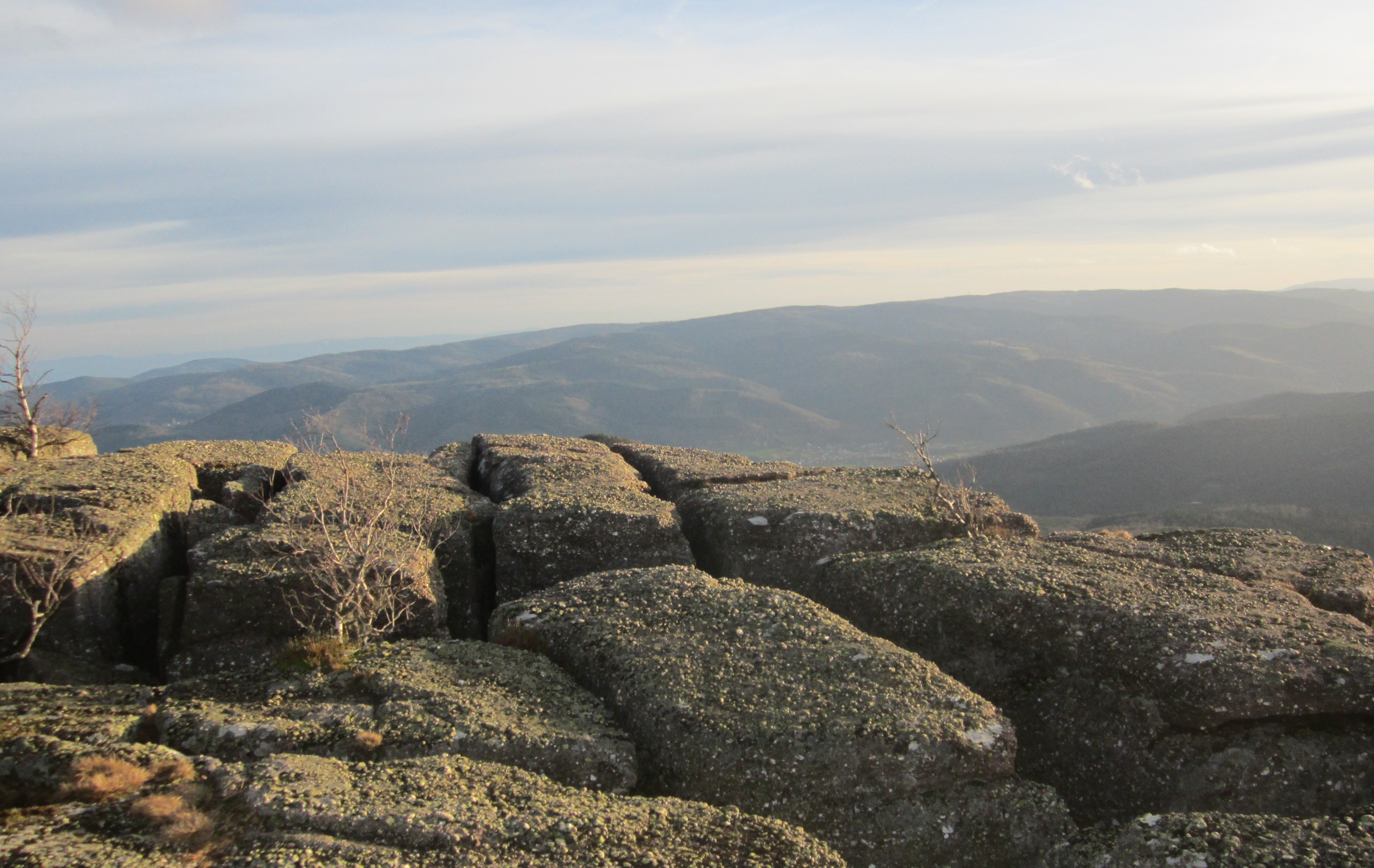
Vue du sommet du Rocher de Mutzig.
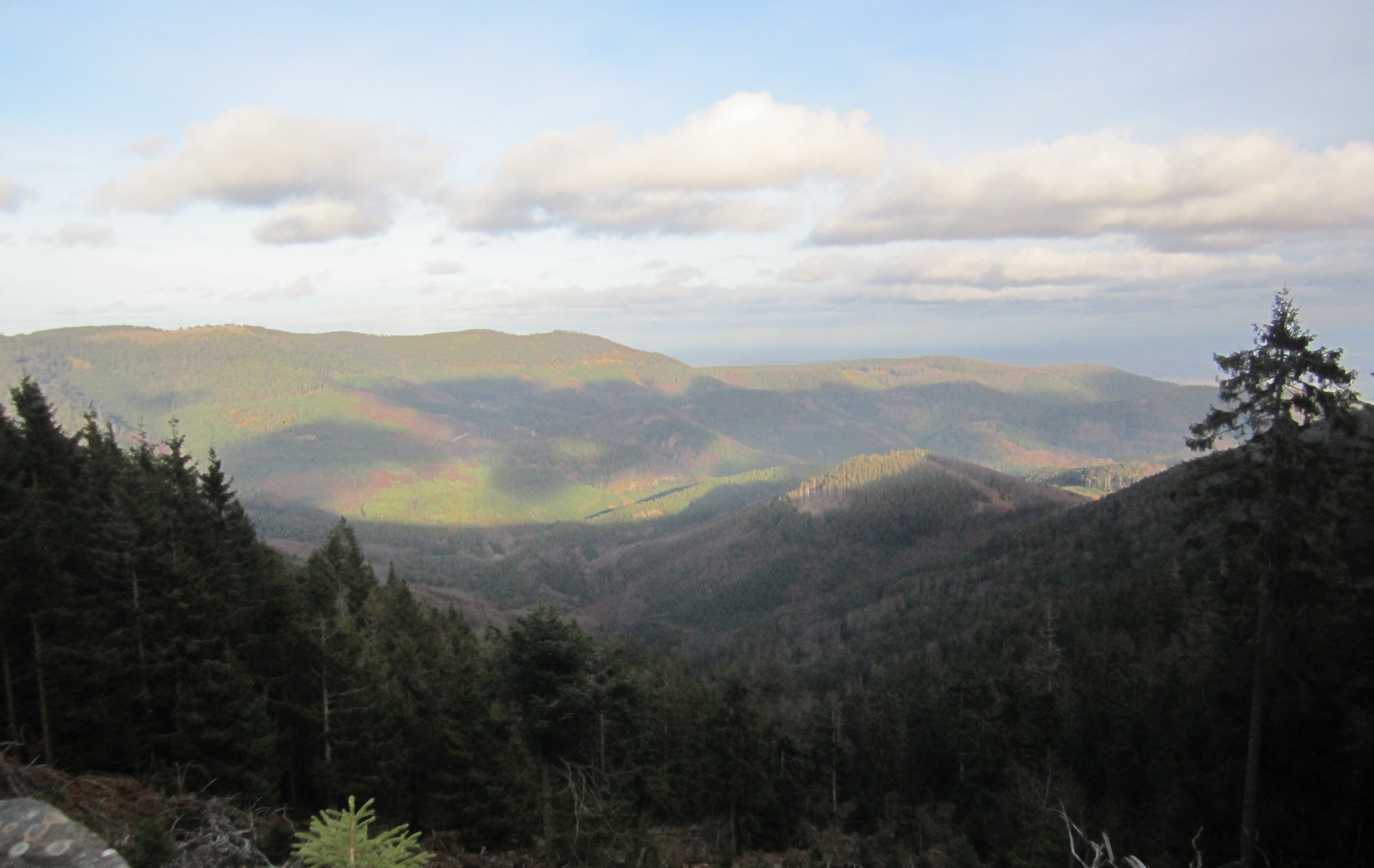
Vallée du Nideck 2.JPG.
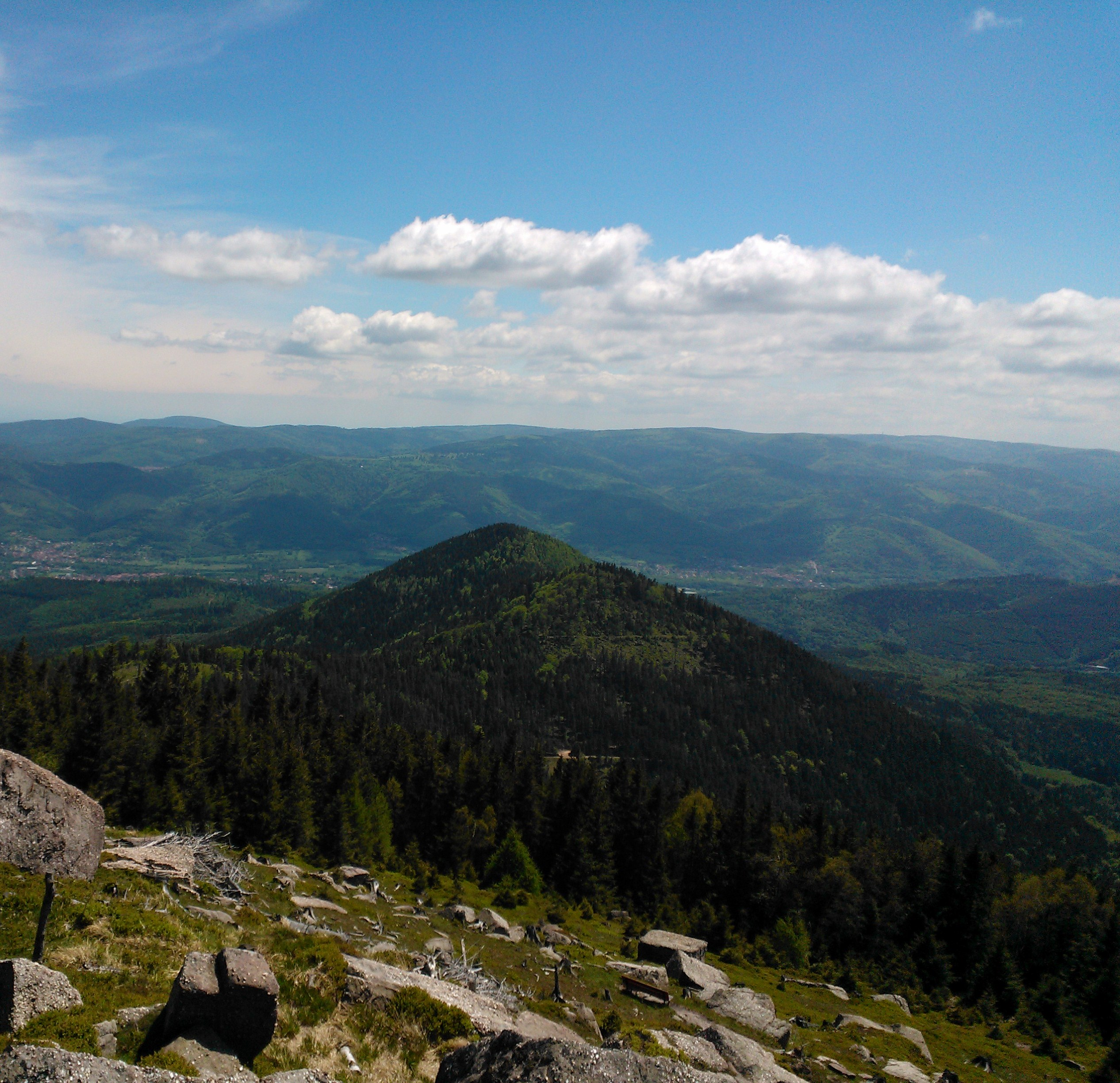
Le Langenberg (881m) depuis le Rocher de Mutzig (1010m)[53].

- Un parc paysager a été aménagé rue des roseaux.
- La Porte de pierre[54].
- Le Rocher de Mutzig[55].
- La vallée du Nideck.
- Sentier de grande randonnée 532. Le GR 532 permet aux randonneurs de traverser les pays de langue almanique au nord (Francique et Alsacien) puis les pays de langue romane de l’Alsace[56] depuis Urmatt-Lutzelhouse jusqu’à Labaroche.

## Patrimoine religieux

### Église Saint-Urbain

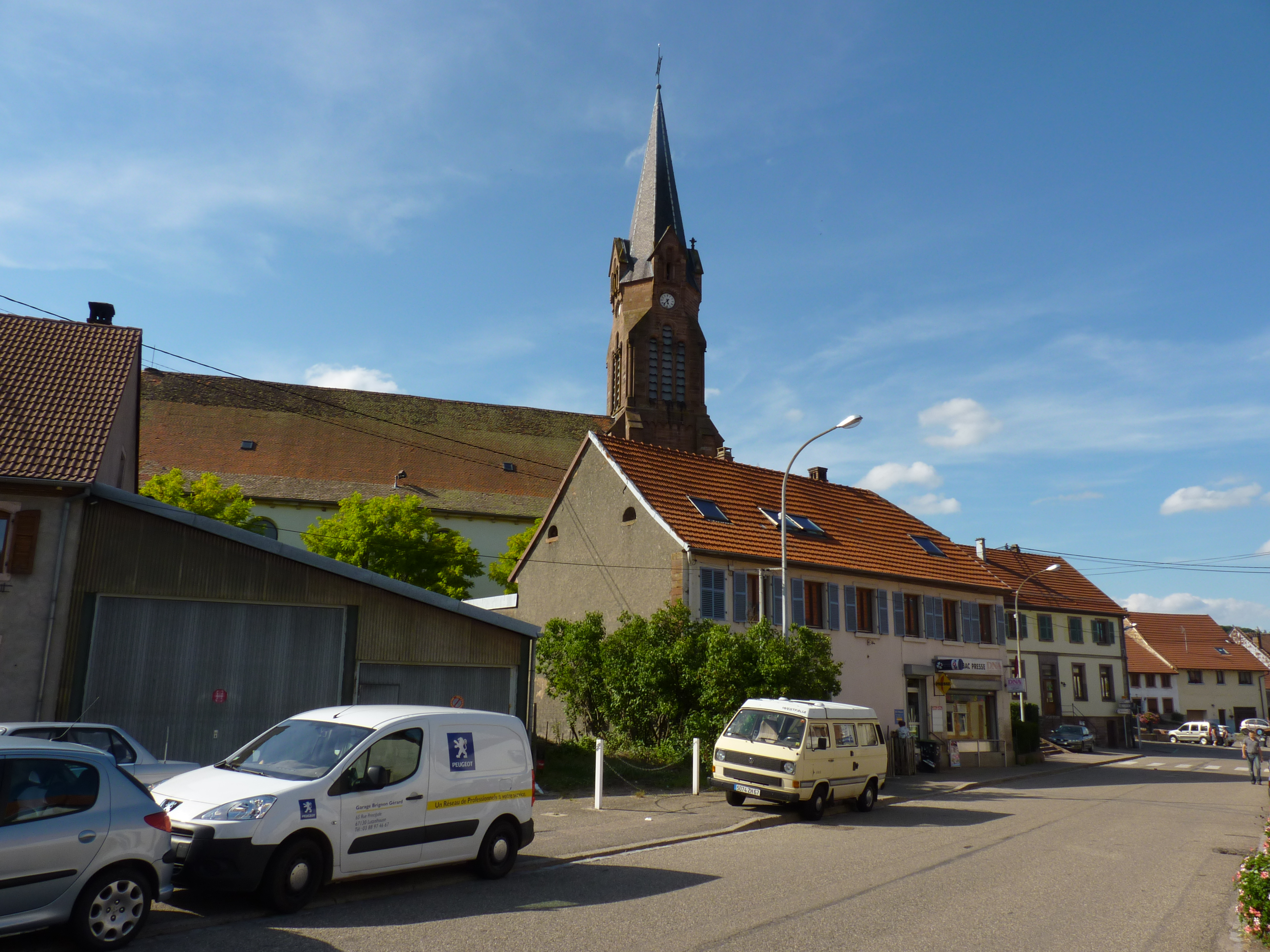
Église Saint-Urbain et village.

Dépendant du chapitre rural de Molsheim, l'ancienne église est incendiée en 1444 lors de l'invasion des Armagnacs. La paroisse Saint-Urbain englobe en 1666 les villages de Muhlbach et Netzenbach qui ne possèdent pas d'église. Wisches étant une annexe de Lutzelhouse, cette situation s'inverse entre 1758 et 1802.
L'église néo-médiévale comporte un clocher engagé (Le clocher de la première église était à l’opposé du clocher actuel) et un chœur en retrait, une nef de six travées de 1851. La bénédiction de l’édifice a eu lieu le 28 octobre 1888.
L'église se compose d'une nef à vaisseau unique, terminée par un chevet rectangulaire, auquel est accolé une sacristie au sud. Une tour-clocher orientale s'élève sur quatre niveaux.

### Chapelle Notre-Dame-du-Bon-Secours
Chapelle votive érigée à la suite du vœu formulé en mars 1917 par les paroissiens de Heiligenstein lorsque le village était menacé d’évacuation. Elle a été construite après la première guerre mondiale.
Construite en 1921, par l'architecte Henri Alfred Salomon, elle a été inaugurée le 19 juin de la même année,. Une messe y est célébrée chaque année.

### Chapelle de la Vierge
Chapelle privée, dédiée à la Vierge.

### Chapelle Saint François
La chapelle Saint-François se situe à l'extrême Est du village de Lutzelhouse.

### Chapelle du cimetière
Chapelle située au sein du cimetière communal.

### Monument aux morts
- Monument aux morts[67] : Conflits commémorés : Guerres de 1914-1918 - 1939-1945 - AFN-Algérie (1954-1962).

## Personnalités
- Joseph Court (1882-1948) : gouverneur du Niger et gouverneur de La Réunion.
- Serge Kiffel, qui a participé au championnat du monde d’ultra-triathlon[68].
- Catherine Paclet[69].
- Georges, Jeanne et Joseph Hertenberger[70].
- Chrétien et Thérèse Eiglé[71].
- Francois et Joseph Herry[72].